# Гамзіград
Гамзіград (серб. кир.: Гамзиградⓘ, pronounced [ɡǎmziɡraːd]) — археологічна пам'ятка, спа-курорт і об'єкт Світової спадщини ЮНЕСКО в Сербії, розташований на південь від річки Дунай, у місті Заєчар. Це місце розташування давньоримського комплексу палаців і храмів Фелікса Ромуліани (серб. Феликс Ромулијана / Feliks Romulijana), побудований імператором Галерієм у Дакії Рипенсіс. Основна площа охоплює 10 акрів (40 000 м2).

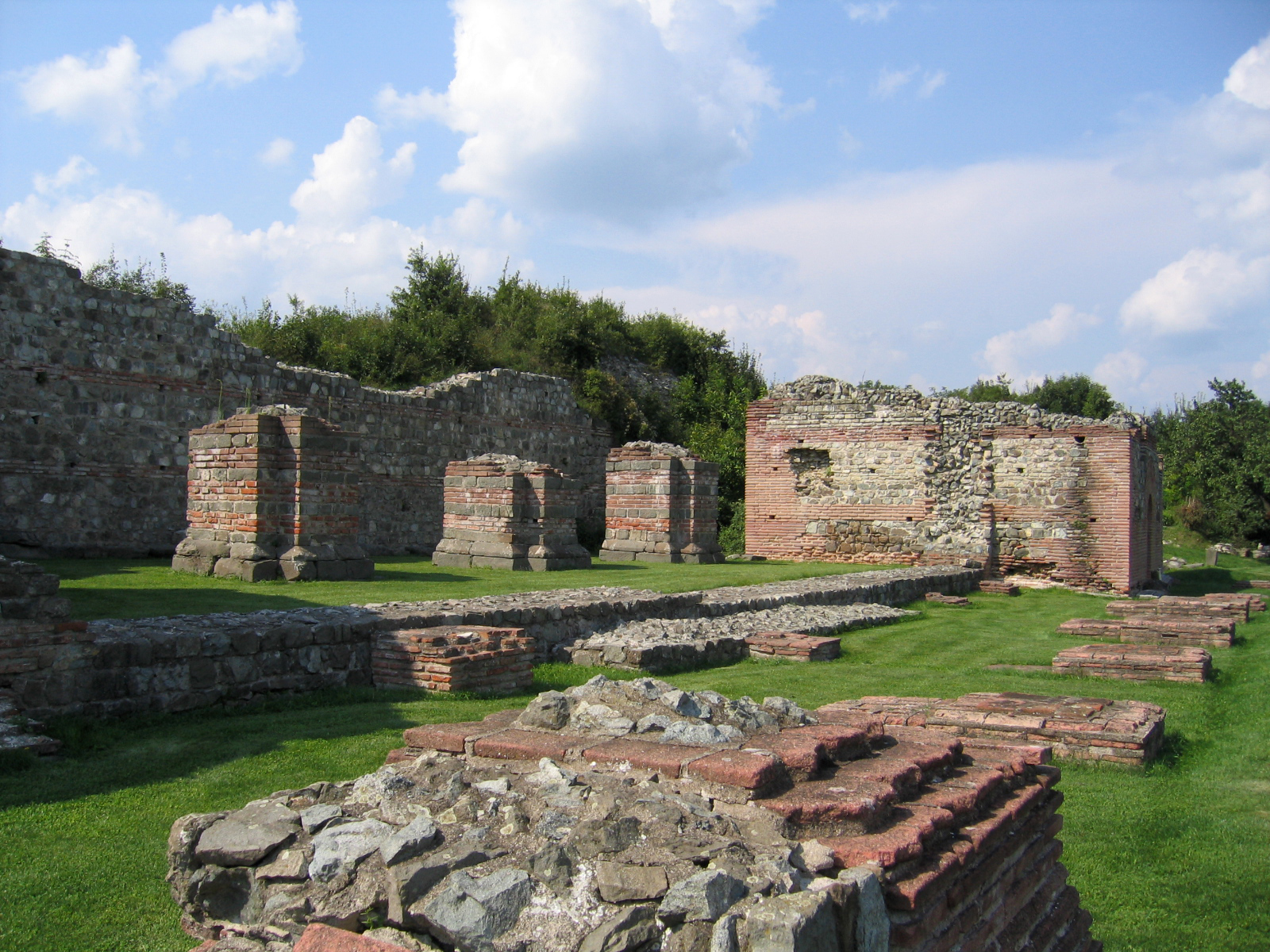
Зона брами

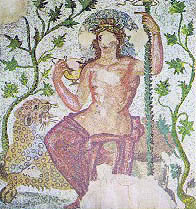
Мозаїка грецького бога Діоніса

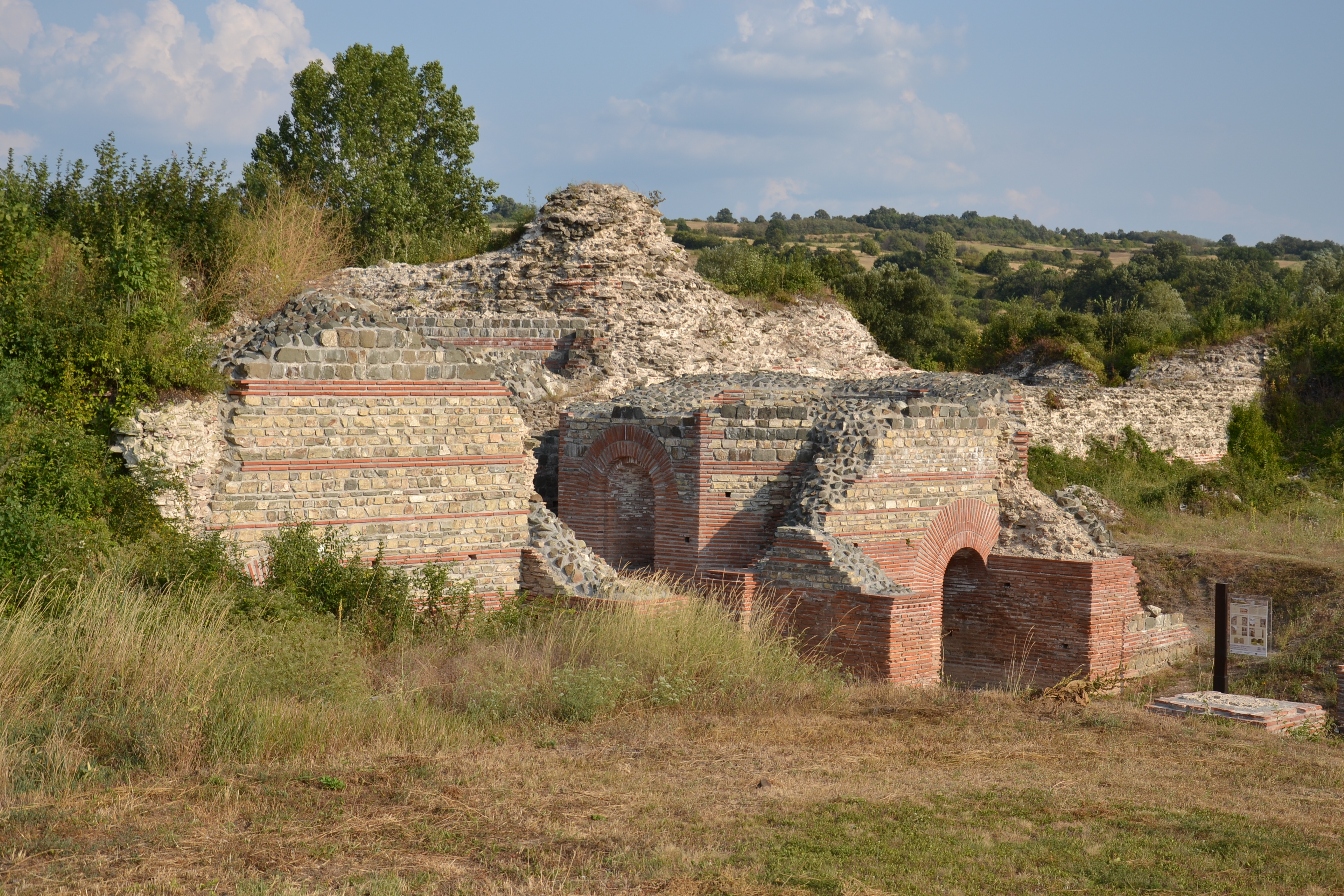
Руїни Східної брами

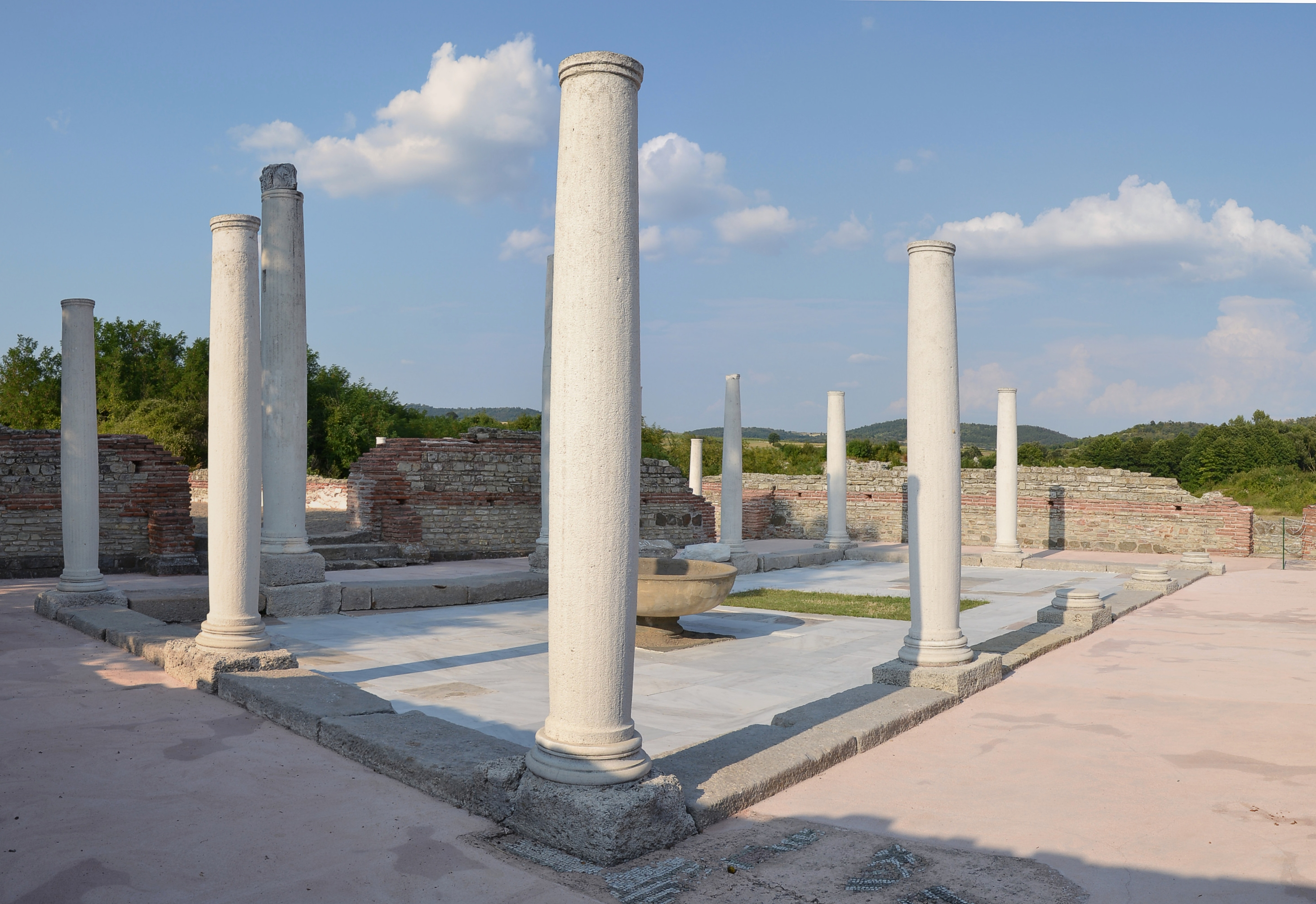
Палац один

## Історія
Поруч із Гамзіградом лежать руїни величезного римського комплексу під назвою Фелікс Ромуліана, одного з найважливіших пізньоримських місць у Європі. Ранні дослідники вважали, що стародавні руїни були римським військовим табором через їхні розміри та численні вежі. Систематичні археологічні розкопки, які проводилися з 1953 року, показали, що це місце насправді було імператорським палацом. Він був задуманий і побудований одним із тетрархів, імператором Галерієм, римським імператором дакійського походження, прийомним сином і зятем римського імператора Діоклетіана. Галерій розпочав будівництво у 298 році (після перемоги над Сасанідською імперією, яка принесла йому захоплення та славу), щоб відзначити місце свого народження. Ім'я Фелікс Ромуліана отримав в пам'ять про свою матір Ромулу, яка також була жрицею язичницького дакійського культу. Комплекс храмів і палаців слугував трьом основним цілям — місце поклоніння божественній особистості його матері, пам'ятка його діянням як імператора та розкішна вілла для Галерія. Ромуліана збереглася, поки її не пограбували гуни в середині 5 століття. Пізніше це місце стало скромним поселенням фермерів і ремісників, яке остаточно було залишено на початку VII століття з приходом слов'ян.
Конструкції вперше були оцінені в 1835 році бароном фон Гердером, саксонським шахтарським підприємцем, у «Bergmänische Reise in Serbie im Jahre 1835». Пізніше німецький мінералог Август Брайтгаупт також написав статтю про споруди. Австро-угорський натураліст, географ, етнограф і археолог Фелікс Філіпп Каніц (який заслужив велику повагу в Сербії та Болгарії завдяки своїм роботам про південних слов'ян) особливо цікавився Гамзіградом і відвідав руїни двічі, у 1860 та 1864 роках. коли він намалював тогочасний стан валів і веж, увійшов до його праць про Сербію, надрукованих у Відні та Лейпцигу.
Захоплення Гамзиградом зникло до кінця 19 століття. Справжню історію комплексу ще належить дослідити. Інтерес відродився в 1950-х роках у період «неоромантизму сербської археології». Векослав Попович, директор Міського музею Заєчара, розпочав систематичні археологічні дослідження у 1953 році. Дослідженнями у 1970 році керував академічний професор д-р Драгослав Срейович, який вважається тим, хто позиціонує пам'ятку серед світової археології.
Комплекс був демістифікований у 1984 році, коли на південному заході було виявлено архівольт з написом FELIX ROMULIANA.

## Макет
Археологічні розкопки на цьому місці виявили залишки римського комплексу з двома храмами, двома палацами та будівлею з коридором, включаючи винятково чудову мозаїку із зображенням грецьких міфологічних фігур Діоніса та Медузи, фігурні капітелі Геракла, ванни та вражаючі брами. На місці було виявлено кілька цінних скарбів римських золотих монет, які продовжують давати важливі римські артефакти.
Пілястри імператорів Діоклетіана, Максиміана, Галерія, Ліцинія, Максимінуса та Костянтина належать до вражаючих знахідок. У двох мавзолеях на пагорбі Магура були поховані і обожнені Ромула і засновник Галерій.
Серед найважливіших знахідок на місці — портрети римських імператорів, виготовлені з порфіру, і монети, які допомагають точно датувати комплекс. Скульптура Діани, богині полювання, була знайдена в липні 2010 року німецькими та сербськими археологічними групами, експерти сказали, що відсутні кінь і вершник, що символізує перемогу над варварами.
Поряд із латинськими написами по всьому комплексу знайдено кілька грецьких написів.
Відремонтовано північно-західну частину; базиліки були побудовані під час правління імператора Юстиніана.

### Північна частина

#### Північний храм
Храм має тетрастильний простилос типу, подібний до храму Юпітера в палаці Діоклетіана у Спліті, побудованому в 305 році нашої ери. Залишки становлять високий подіум, склеп у формі хреста, сходи та жертовний вівтар. Він був присвячений богині Лібері.
Архітрав, одвірки, подіум і колони були виготовлені із зеленого пісковику, фриз із білого вапняку, тоді як фігурні капітелі були зроблені з мармуру.

#### Палац один
Палац складається з восьмикутної основної будівлі, трьох перистилів і меншої ванної кімнати. Вестибюль (приставний зал) зберігся з мармуровою плитою та колонами із зеленого зміїного розриву та червоного граніту. Підлога вестибюлю повністю вкрита мозаїчним килимом із лабіринтом у центрі та геометричними мотивами.
Центральний зал (можливо, трон) прикрашений геометричними орнаментами та мальовничими сценами полювання.
Триклінум прикрашений дорогоцінними барвистими кам'яними плитками (opus sectile), а вхід прикрашений розкішною мозаїкою із зображенням грецького бога Діоніса. Частини скульптури Галерія, зображеного як Пантократор (правитель Всесвіту), були знайдені в будівлях, ліва рука, що тримає кулю з червоного порфіру, була знайдена в триклінумі, голова була знайдена на південному сході комплексу.
Стіни палацу вкриті мармуром, зеленим порфіром і фресками. Мармурові скульптури, що зображують грецьких богів, створені за мотивами скульптурного мистецтва 5-4 століття до нашої ери.

#### Палац два
Другий палац і будівлю з коридором досліджено лише частково.
Прямокутний перистиль у центрі оточений різними за розміром і призначенням приміщеннями.

## Охорона природи і туризм
Під час 31-ї сесії Комітету Світової спадщини ЮНЕСКО у Крайстчерчі, Нова Зеландія, з 23 червня по 2 липня 2007 року, Комітет Світової спадщини вирішив внести Гамзіград-Ромуліану, палац Галерія, до Списку Світової спадщини.
Фелікс Ромуліана — популярна туристична зупинка на шляху римських імператорів, який поєднує місця народження понад 17 римських імператорів, народжених на території сучасної Сербії.

## Курорт
Поруч розташований сучасний бальнеологічний курорт Гамзіградська Баня зі «спеціальною реабілітаційною лікарнею».